# Gary Merrill
Gary Merrill (2 de agosto de 1915 – 5 de marzo de 1990) fue un actor de nacionalidad estadounidense, cuya carrera comprendió más de cincuenta producciones cinematográficas y docenas de actuaciones en diferentes series, algunas de culto, de televisión, .

## Biografía
Su nombre completo era Gary Fred Merrill, nació en Hartford, Connecticut, y estudió en el Bowdoin College de Brunswick, Maine. 
Debutó en el cine en 1944, mientras servía en las Fuerzas Aéreas del Ejército de los Estados Unidos, con la producción militar Winged Victory. Antes de iniciarse en el cine, la profunda voz de Merrill le valió interpretar a Batman en la serie radiofónica Superman. Su carrera cinematográfica se inició de modo prometedor, con papeles en películas como Almas en la hoguera (1949) y All About Eve (Eva al desnudo) (1950), pero en raras ocasiones llegó a interpretar algo más que papeles de reparto.  
Su carrera televisiva fue extensa, aunque sin gran consistencia. Sus papeles recurrentes, entre ellos los que hizo para Then Came Bronson, con Michael Parks, y Young Doctor Kildare, duraron menos de una temporada. 
En 1964 fue el editor Lou Sheldon en la serie de la CBS de corta trayectoria The Reporter, protagonizada por Harry Guardino.
El primer matrimonio de Merrill, con Barbara Leeds en 1941, acabó en divorcio en 1950. Se casó inmediatamente con Bette Davis, su compañera de reparto en All About Eve, aportando Davis una hija, B. D. Hyman, de un anterior matrimonio. Aunque el matrimonio adoptó otros dos hijos, decidieron divorciarse en 1960.   
A menudo activo políticamente, hizo campaña en 1958 a favor de la elección de Edmund Muskie, del Partido Demócrata de los Estados Unidos, para el cargo de gobernador de Maine. Merrill también tomó parte en las marchas de Selma a Montgomery llevadas a cabo en 1965 para promover el voto afroamericano. Además, y en respuesta a la política del Presidente Lyndon B. Johnson con respecto a la Guerra del Vietnam, buscó sin éxito ser nominado como candidato demócrata, pacifista y medioambientalista, a la asamblea legislativa de Maine. 
Aparte de alguna actividad ocasional como narrador, Merrill se retiró del mundo del espectáculo a partir de 1980. Poco antes de fallecer autorizó la publicación de una autobiografía, Bette, Rita and the Rest of My Life (1989). 
Gary Merrill falleció en 1990 a causa de un cáncer de pulmón en Falmouth, Maine, y fue enterrado en el Cementerio Pine Grove de dicha población.

## Filmografía
- Winged Victory (1944)
- Slattery's Hurricane (Furia en el trópico) (1949)
- Almas en la hoguera (1949)
- Mother Didn't Tell Me (1950)
- Where the Sidewalk Ends (Al borde del peligro) (1950)
- All About Eve (Eva al desnudo) (1950)
- The Frogmen (Luchas submarinas) (1951)
- Decision Before Dawn (1951)
- Another Man's Poison (1952)
- Phone Call from a Stranger (Llama un desconocido) (1952)
- The Girl in White (1952)
- Night Without Sleep (1952)
- A Blueprint for Murder (1953)
- Witness to Murder (1954)
- The Black Dakotas (1954)
- The Human Jungle (1954)
- Navy Wife (1956)
- Bermuda Affair (1956)
- The Missouri Traveler (1958)
- Crash Landing (1958)
- The Wonderful Country (Más allá de Río Grande) (1959)
- The Savage Eye (1960)
- The Great Impostor (1961)
- The Pleasure of His Company (Su grata compañía) (1961)
- La isla misteriosa (1961)
- A Girl Named Tamiko (Una muchacha llamada Tamiko) (1963)
- The Searching Eye (1964)
- Catacombs (1965)
- Ride Beyond Vengeance (1966)
- Destination Inner Space (1966)
- Clambake (1967)
- The Incident (El incidente) (1967)
- The Last Challenge (1967)
- The Secret of the Sacred Forest (1970)
- The Power (El poder) (1968)
- Più tardi, Claire, più tardi (1968)
- Amarsi male (1969)
- Huckleberry Finn (1974)
- Thieves (1977)

## Televisión
La carrera televisiva de Merrill abarcó desde 1953 a 1980. La mayor parte de sus actuaciones tuvo lugar como artista invitado en episodios aislados de diferentes series y programas, entre los cuales figuran The 20th Century-Fox Hour, Wagon Train, Studio 57, Studio One, Playhouse 90, Alcoa Theatre, Rawhide, Laramie, Sam Benedict, Alfred Hitchcock Presents, Zane Grey Theater, The Twilight Zone, General Electric Theater, Ben Casey, Combat!, The Outer Limits, Bob Hope Presents the Chrysler Theatre, Viaje al fondo del mar, El Túnel del Tiempo, Marcus Welby, M.D., Centro médico, Kung Fu, y Cannon. Merrill fue además narrador de la serie emitida en 1972–73 The American Adventure.